# Chamblac
Chamblac – miejscowość i gmina we Francji, w regionie Normandia, w departamencie Eure.
Według danych na rok 1990 gminę zamieszkiwało 336 osób, a gęstość zaludnienia wynosiła 16 osób/km² (wśród 1421 gmin Górnej Normandii Chamblac plasuje się na 579. miejscu pod względem liczby ludności, natomiast pod względem powierzchni na miejscu 45.).